# Lichtenstein (Reutlingen)
Lichtenstein (pronunciación en alemán: /ˈlɪçtn̩ˌʃtaɪ̯n/ⓘ) es un municipio situado en el distrito de Reutlingen, en el estado federado de Baden-Wurtemberg (Alemania), con una población a finales de 2016 de unos 9161 habitantes.
Se encuentra ubicado en el centro del estado, en la región de Tubinga, en la zona montañosa del Jura de Suabia, entre los ríos Neckar —al norte— y Danubio —al sur—.